# Сфондрати, Челестино
Челестино Сфондрати (итал. Celestino Sfondrati; 10 января 1644, Милан, Миланское герцогство — 4 сентября 1696, Рим, Папская область) — итальянский куриальный кардинал, бенедиктинец. Правнучатый племянник кардинала Франческо Сфондрати, внучатый племянник Папы Григория XIV и племянник кардинала Паоло Эмилио Сфондрати. Князь-аббат аббатства Святого Галла с 17 марта 1687 по 4 сентября 1696. Архиепископ Фермо с 20 ноября 1697 по 26 мая 1709. Кардинал-священник с 12 декабря 1695, с титулом церкви Санта-Чечилия с 20 февраля по 4 сентября 1696.